# Prensa Latina
 (août 2021).
Si vous disposez d'ouvrages ou d'articles de référence ou si vous connaissez des sites web de qualité traitant du thème abordé ici, merci de compléter l'article en donnant les références utiles à sa vérifiabilité et en les liant à la section « Notes et références ».
L'agence de presse Prensa Latina, souvent appelée Prela ou PL en abréviation, et appelée en français Agence d'information latino-américaine, est l'agence de presse internationale officielle de l'État de Cuba, créée le 16 juin 1959 sous l'impulsion de Fidel Castro et d'Ernesto « Che » Guevara, pour « contrer les campagnes des ennemis des mouvements progressistes latino-américains ».

## Histoire
L'agence de presse (es) Prensa Latina voit le jour six mois avant le succès militaire définitif de la révolution cubaine. Au moment de sa création et de son installation à La Havane, à deux pas du parc Coppélia, cinq agences de presse mondiales et généralistes dominent la planète : Associated Press (AP), United Press International (UPI), Reuters, Agence France-Presse (AFP) et Tass. Parmi elles, trois sont anglo-saxonnes. La mieux implantée des cinq en Amérique latine est l'américaine UPI, filiale de l'Empire de presse Scripps-Howard, qui contrôlera jusqu'à 39 % du marché en 1976. Jugée par certains trop proche du parti démocrate américain, UPI n'en a pas moins réussi, depuis les années 1930, à modifier l'histoire des agences de presse en Amérique du Sud, en prenant la place de l'Agence Havas française, affaiblie par l'Accord du 26 août 1927 sur l'information.
Dès la fin 1959, « Prensa Latina » signe des contrats avec d'autres agences de presse comme l'Agence de presse du Moyen-Orient (MENA), de la République arabe unie de Nasser. Elle signe aussi avec la Tanjug, basée en Yougoslavie communiste dirigée par Tito, ou l'agence tchécoslovaque Česká tisková kancelář (CTK), appelée aussi Ceteka. Ces liens lui permettent d'organiser, en janvier 1960 à La Havane, une réunion des directeurs d'agence d'information, en accueillant entre autres la chinoise Xinhua, la russe Tass ou la japonaise Jiji Press, seule agence non-communiste, les deux américaines ayant refusé l'invitation.
Le premier directeur de l'Agence (es) Prensa Latina est le journaliste et guérillero argentin Jorge Ricardo Masetti Blanco, un proche d'Ernesto Che Guevara, connu sous le surnom de « commandant Segundo ». Début 1960, un an après sa création, « Prensa Latina » fédère vingt agences et correspondants à travers le continent. Les journalistes les plus connus sont les Argentins Rodolfo Walsh et Rogelio García Lupo (es), les Cubains Angel Boan, Gabriel Molina, Juan Marrero et Angel Augier, ainsi que le futur prix Nobel de littérature colombien Gabriel García Márquez.
En avril 1961, lors du débarquement de la baie des Cochons, le décryptage d'un message secret arrivé par hasard sur un de ses télétypes, permet à la « Prensa Latina » d'avertir le gouvernement cubain des lieux d'entraînement des envahisseurs anti-castristes et de l'imminence de l'invasion[réf. nécessaire]. L'Agence est cataloguée assez vite comme faisant partie des « agences d'État », ce qui la pénalise dans son souhait de devenir une agence de presse mondiale et généraliste. Gabriel García Márquez en démissionne pour s'installer à Mexico dès 1961. Jorge Ricardo Masetti la dirige dans les locaux, toujours vêtu de l'uniforme de la milice cubaine.
Malgré ces handicaps, les ambitions de créer une agence mondiale demeurent. L'agence se fait connaitre en fournissant des informations aux journaux latino-américains soucieux de connaître la Guerre d'Algérie (1954-1962) sur tous les fronts. Au même moment l'Agence France-Presse tente, elle aussi, une couverture plus indépendante de ce conflit, grâce au nouveau statut obtenu en 1957. Plus tard, « Prensa Latina Canada » est créée en 1975. Mais elle n'obtient comme client que le journal canadien Le Jour. Sur le front tiers-mondiste, le relais est pris par la création en 1975  de l'Agence commune des pays non alignés (NANAP, en anglais), dirigée, financée et soutenue par l'Agence Tanjug de Yougoslavie, qui devient ensuite plus largement un système de coopération entre les agences de presse des pays non alignés, et se maintient jusqu'au milieu des années 1990.
En 1979, vingt ans après la révolution cubaine, l'Associated Press américaine est autorisée à diffuser à nouveau à Cuba. Mais ses dépêches ne sont autorisées que via l'abonnement à « Prensa Latina », dans le cadre d'un contrat d'échange d'informations, qui signifie la fin des ambitions internationales de « Prensa Latina ».
L'Agence de presse (es) Prensa Latina revendique l'envoi d'un grand nombre de dépêches d'information chaque mois et une expérience dans la télévision depuis deux décennies, sous le sigle « PLTV ».